# Calisoga theveneti
Calisoga theveneti là một loài nhện trong họ Nemesiidae.
Calisoga theveneti được miêu tả năm 1891 bởi Simon.